# Paolo Maspero
Paolo Maspero (Morosolo, 1811 – Milano, 2 luglio 1896) è stato un medico e letterato italiano.

## Biografia
Partecipò alla Cinque giornate di Milano, fuggendo poi in Francia. Viene ricordato per le sue traduzioni dalle opere greche, fra cui quella dell'Odissea in verso sciolto, portata a termine dopo anni di lavoro nel 1845, e quelle di Jean Racine e Nicolas Boileau.
Dal 1841 fu il medico curante della principessa Cristina Trivulzio di Belgiojoso, e riuscì a ridurre la frequenza e l'intensità delle sue crisi epilettiche. Con la nobildonna intrattenne una fitta corrispondenza epistolare e a lei dedicò la traduzione dell'Odissea. Personalità illuminata, Paolo Maspero fu il primo a trattare l'epilessia in modo scientifico e libero da pregiudizi, pubblicando nel 1858 il trattato Dell'epilessia e del suo miglior modo di curarla.

## Pubblicazioni
- Odissea di Omero, traduzione del dottor Paolo Maspero, 2 voll., Milano, Giuseppe Redaelli, 1845; 2 voll., Milano, Hoepli, 1886; Firenze, Le Monnier, 1910; Melito di Napoli, Coppola Editore, 2023, ISBN 979-12-810-8956-3.
  - Odissea, trad. riveduta, studio proemiale, commento, osservazioni conclusive di Giuseppe Morpurgo, Torino, G. B. Petrini, 1957.